# Podszkle (Petite-Pologne)
Pour les articles homonymes, voir Podszkle.
Podszkle est une localité polonaise de la gmina de Czarny Dunajec, située dans le powiat de Nowy Targ en voïvodie de Petite-Pologne.